# 烏特里

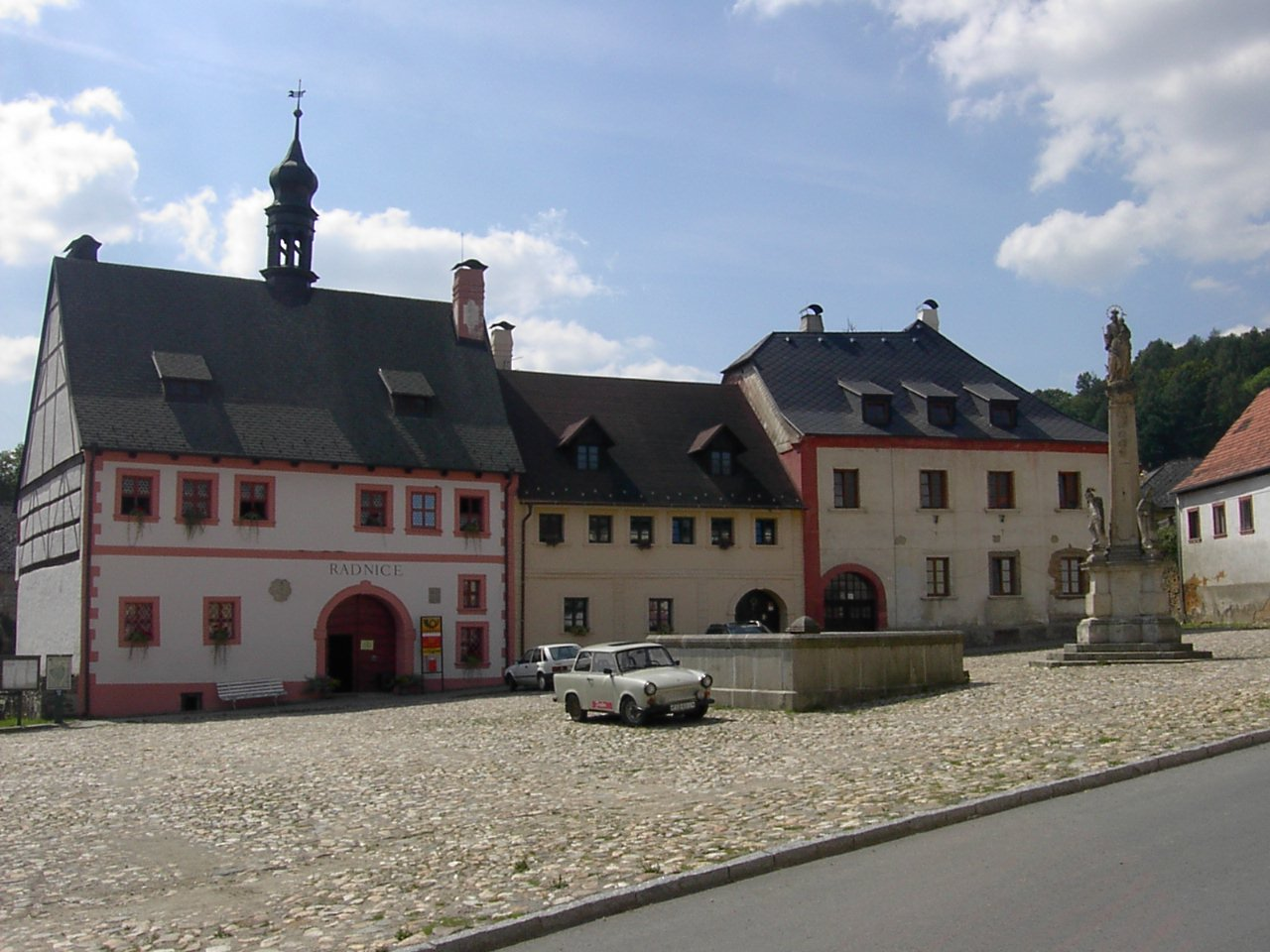

烏特里是捷克的城鎮，位於該國西部，距離首府皮爾森39公里，由比爾森州負責管轄，面積25.93平方公里，海拔高度485米，該鎮在1380年發生疫症，2006年人口442。

## 外部連結
- Municipal website （页面存档备份，存于）